# Sengen Patera
La Sengen Patera è una struttura geologica della superficie di Io.